# تأملات في القدرة الدافعة للنار

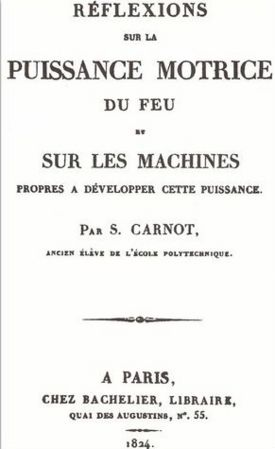
مقدمة كتاب تأملات في القدرة الدافعة للنار والمنشور عام 1824

تأملات في القدرة الدافعة للنار وعلى الأجهزة الخاصة لتطوير هذه القدرة هو الكتاب الذي تم نشره في عام 1824 من قبل الكاتب والفيزيائي الفرنسي سادي كارنو.

وكان العنوان الفرنسي للكتاب ذا ال118 صفحة هو: " Réflexions sur la puissance motrice du feu et sur les machines propres à développer cette puissance" وتعني باللغة العربية «تأملات في القدرة الدافعة للنار وعلى الأجهزة الخاصة لتطوير هذه القدرة».
ويعتبر هذا الكتاب منشور هام في تاريخ الديناميكا الحرارية عن النظرية العامة للمحركات الحرارية.
كما يعتبر هذا الكتاب أحد أسباب تأسيس علم الديناميكا الحرارية. وتحتوي المقدمة على مخطط أولي للقانون الثاني للديناميكا الحرارية.
ولم يلاحظ هذا الكتاب أحد حتي عام 1834 حيث سمي مهندس التعدين الفرنسي إميل كاليبرين (Émile Clapeyron) تعريف كارنو للقدرة الدافعة باسم «الحركة الميكانيكية».
وأكمل الفيزيائي الألماني رودولف كلاوزيوس مسيرة كل من كارنو وإميل، وقام بوضع الصيغة الرياضية للقانون الثاني مع مقدمته في تعريف الإنتروبي (العشوائية).
وبحلول عام 1849، استعمل المهندس والفيزيائي الأسكتلندي وليام طومسون مصطلح الديناميكا الحرارية في شرح نظرية كارنو للقوة الحرارية كقوة دافعة.

## محتوى الكتاب
يحتوي الكتاب على عدد كبير من المبادئ مثل:
- دورة كارنو.
- محرك كارنو الحراري.
- نظرية كارنو.
- الكفاءة الحرارية.

## التطبيقات
بواسطة هذا الكتاب تم الوصول إلى:
- مفهوم الإنتروبي.
- لتحليل المحرك، يجب تحليل الدورة بدلًا من النظام المفتوح.
- مفهوم العملية العكسية.

وكما كانت التأملات سبب للوصول للقانون الثاني، كانت ورقة الفيزيائي الإنجليزي جيمس جول عن الميكانيكا الحرارية المكتوبة عام 1843 سبب للوصول للقانون الأول للديناميكا الحرارية.

## وصلات خارجية
- (Reflections on the Motive Power of Fire (1824), analysed on BibNum (click "À télécharger" for English analysis